# Росгауптен
Росгауптен (нім. Roßhaupten) — громада в Німеччині, знаходиться в землі Баварія. Підпорядковується адміністративному округу Швабія. Входить до складу району Остальгой. Центр об'єднання громад Росгауптен.
Площа — 39,10 км2. Населення становить 2211 ос. (станом на 31 грудня 2020).

## Галерея

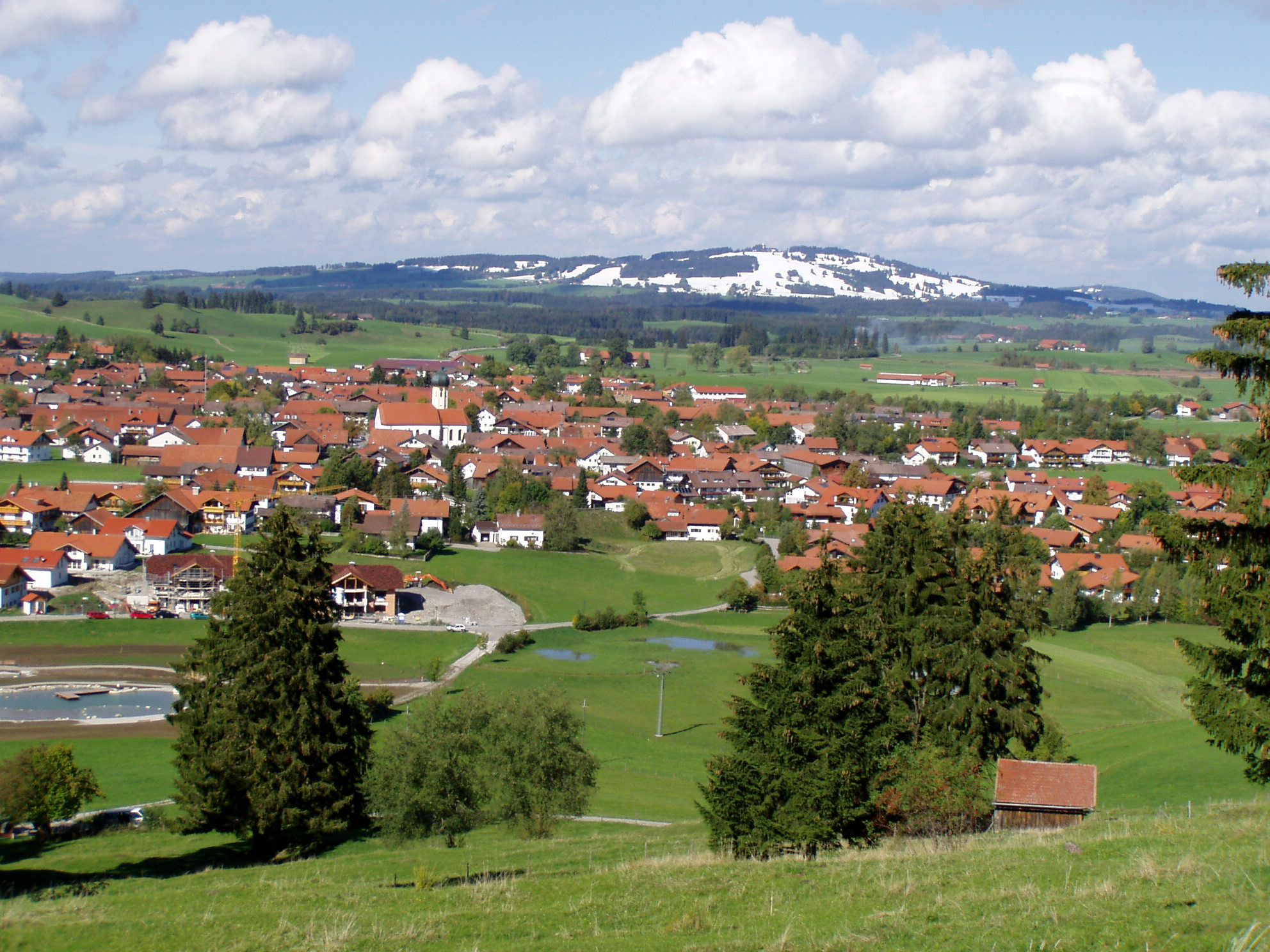
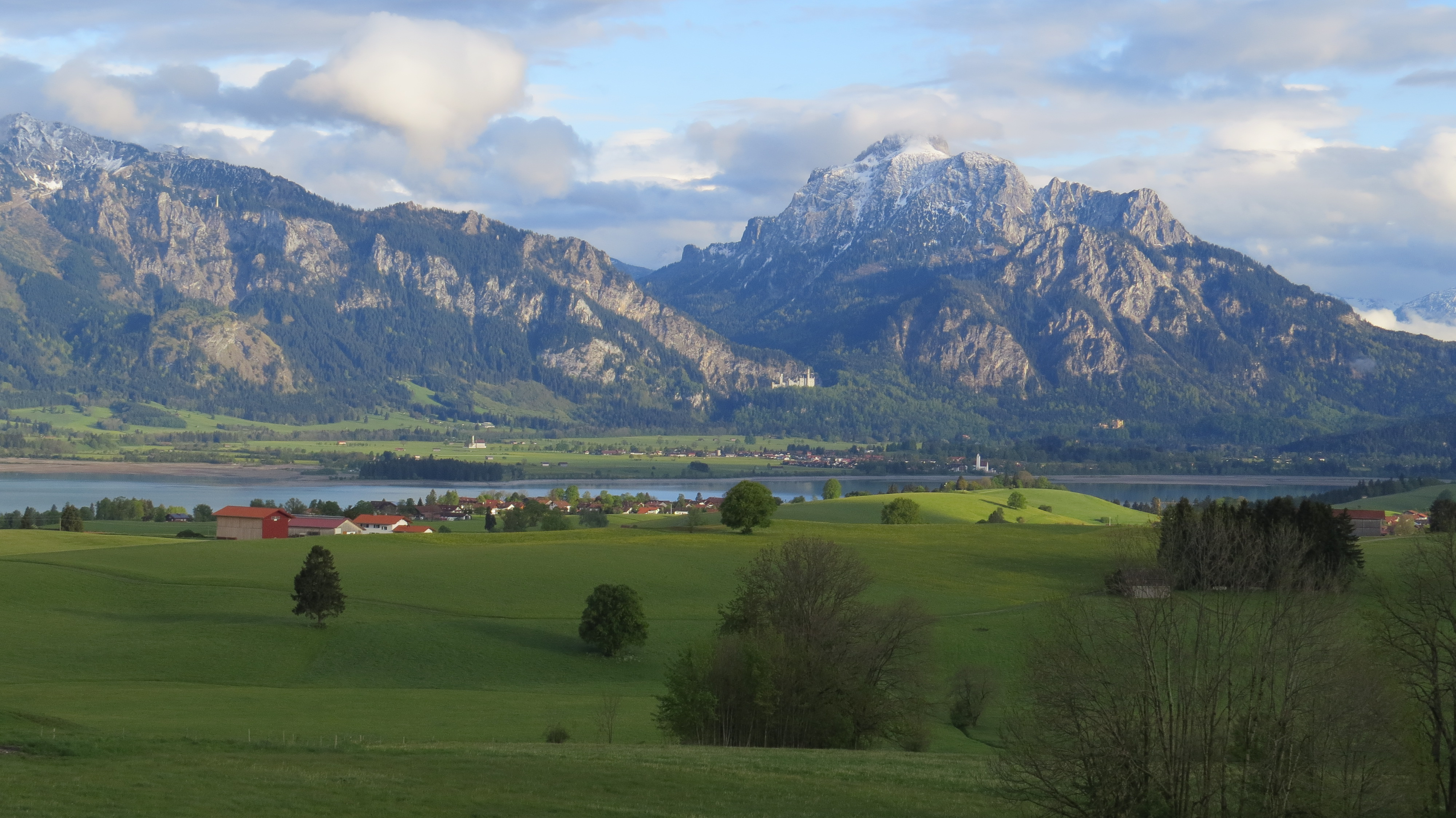
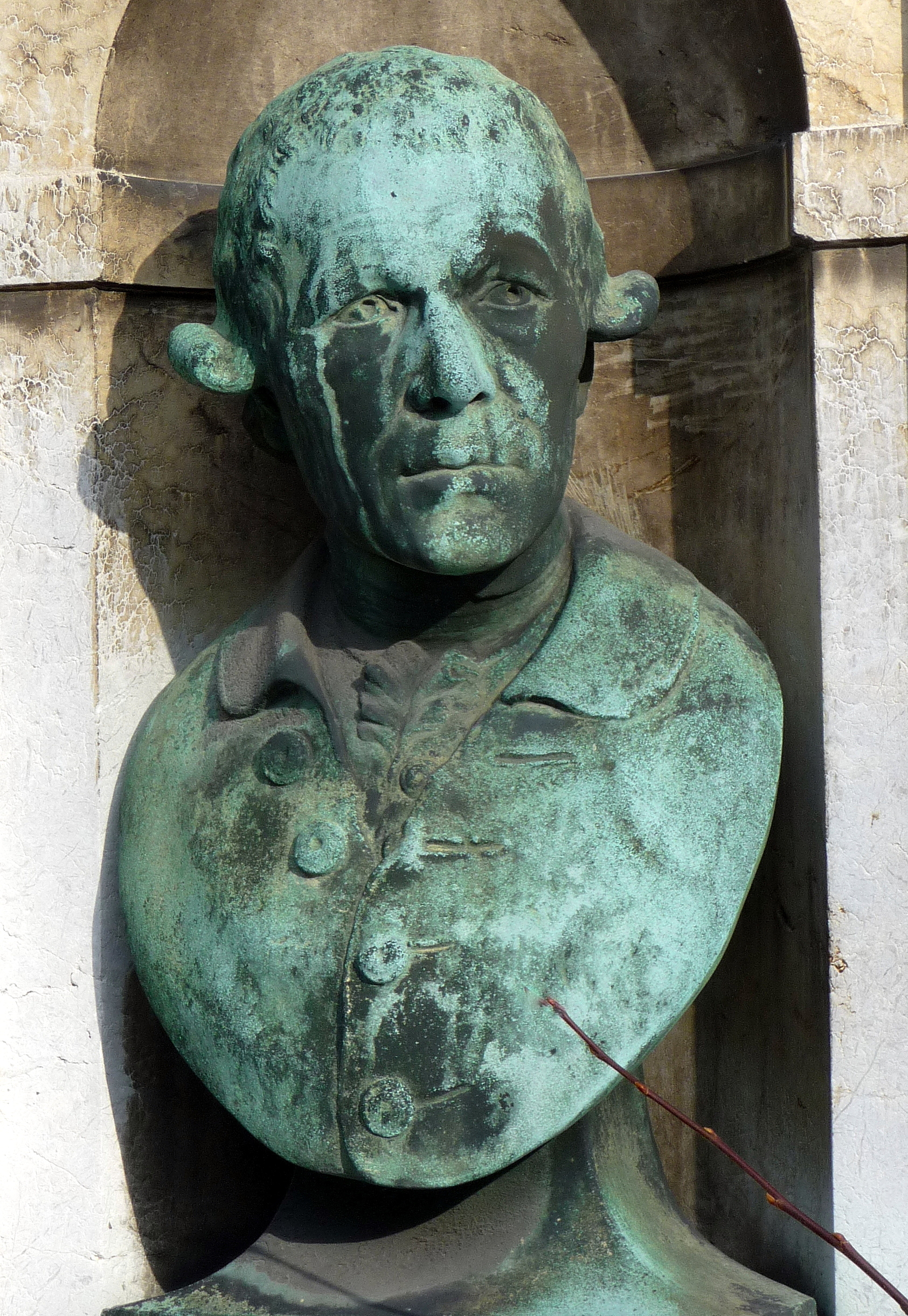
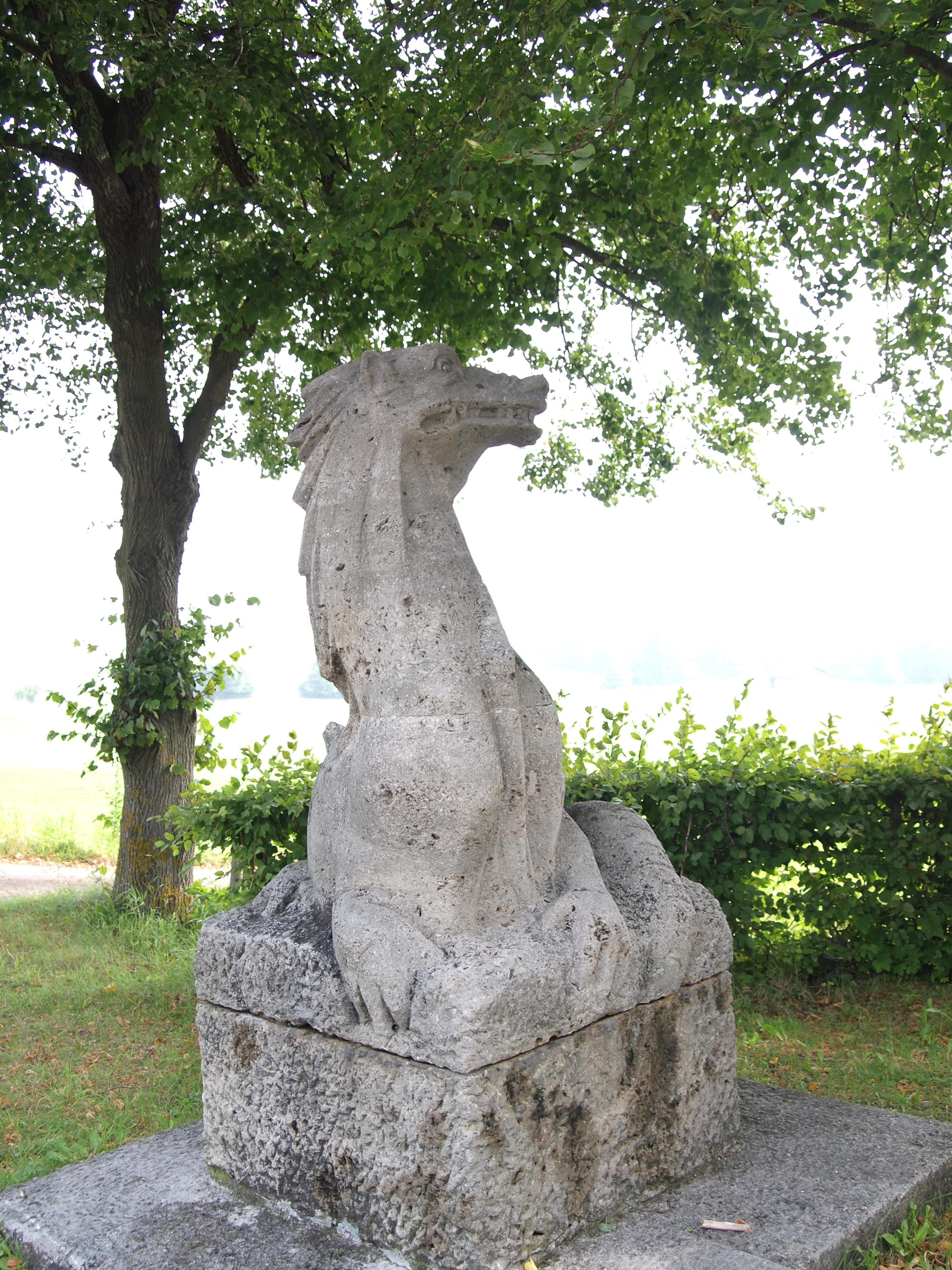